# Окко II том Брок
Окко II том Брок (нем. Ocko II. tom Brok; 1407 — 1435, Норден, Восточная Фризия) — восточнофризский военачальник и хофтлинг (вождь), последний представитель династии том Брок; был сыном хофтлинга Кено II том Брока.

## История
Во время Великой фризской войны (1413—1422) Окко был одним из командующих союзных сил. Как командующий, он победил схирингеров в битве при Оксвердерзейле, одном из главных сражений той войны. Когда его отец умер в 1417 году, Окко сменил его на посту главы рода тома Брок. По этим причинам он унаследовал такие большие территории, что мог назвать себя хофтлингом Восточной Фризии. Его могущество возросло ещё больше, когда он также был вовлечён в серьёзные столкновения между схиринерами и феткоперами, которые разделили Вестлауэрскую Фрисландию и Гронинген. Он послал туда армию под руководством союзника Фокко Укены. Эта армия одержала множество побед, что позволило ему установить свое правление во Фрисландии между Вли и Эмсом и также над городом Эмденом.
С заключением Гронингенского мира 1 февраля 1422 года война в фризских землях закончилась. Большинство последователей Хиско Абдены вернулись в свои владения, и Окко вынужден был делить с ними свою власть в Восточной Фризии. Позже, в 1426 году, Фокко и Окко начали противостояние, что закончилось открытой войной, так называемой освободительной войной в Восточной Фризии. Многие фризские вожди, которые отложились от Окко, вступили в союз с Фокко Укеной, епископ Мюнстера также помогал ему в освободительной войне фризов. Окко же был поддержан родом Абдена, архиепископством Бремен и графствами Хойя, Дипхольц и Текленбург.
Первая битва при Детерне была выиграна армией Фокко Укены, и Окко вынужден был уйти в Брокмерланд. Во второй крупной битве на Диких полях между Ольдеборгом и Мариенхафе 28 октября 1427 года армия Окко была уничтожена. Окко бежал и позже был доставлен в Лер, где содержался под стражей до 1431 года, когда было свергнуто правление Фокко Укены.
С его смертью в 1435 году род том Броков пресёкся.